# 卡尔·李卜克内西大楼

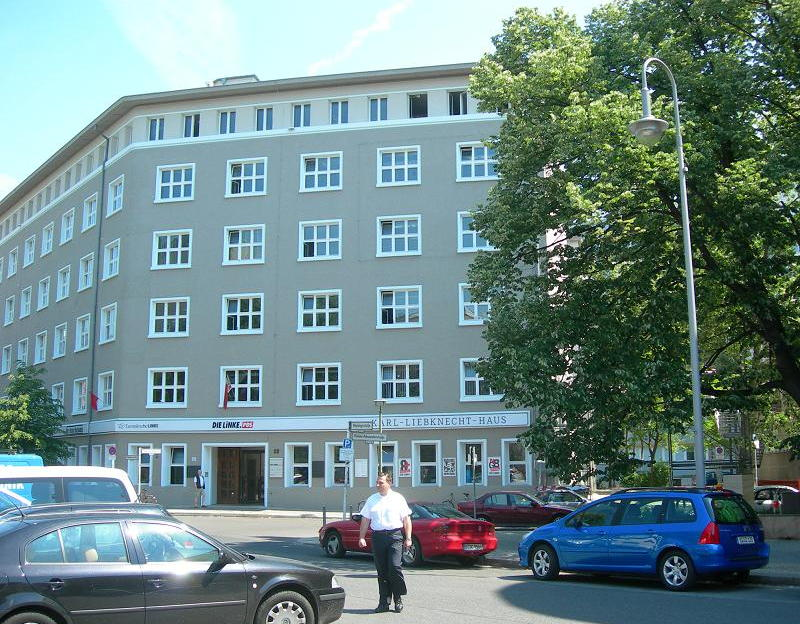
2007年的卡尔·李卜克内西大楼

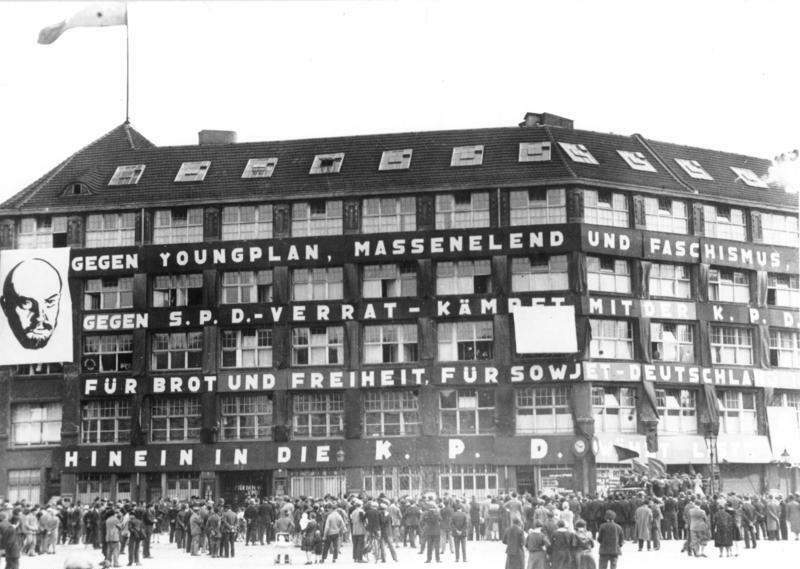
1930年的卡尔·李卜克内西大楼

52°31′34″N 13°24′47″E / 52.52611°N 13.41306°E
卡尔·李卜克内西大楼（德語：Karl-Liebknecht-Haus）是位于德国柏林米特区的建筑，以德国共产党创始人之一卡尔·李卜克内西的名字命名，2007年至今为德国左翼党的总部驻地。大楼位于亚历山大广场和罗莎·卢森堡广场之间，地址为小亚历山大街28号和魏丁格街14号—16号。

## 历史
1910年，该建筑由工厂主鲁道夫·韦尔特建造，最初取名为“鹰楼”，用作多层工厂。1926年11月，德国共产党买下大楼，用该党创始人之一、在十一月革命中遇害的卡尔·李卜克内西的名字为大楼命名。1926年前，德国共产党的总部位于哈克市场的罗森塔尔街。在大楼被买下之后，德国共产党中央委员会、柏林-勃兰登堡-劳西茨-边境省委员会、德国共产党党报红旗报编辑部、一家书店、德国共产主义青年团总部、出售红色阵线战士同盟制服的商店和一家印刷厂入驻大楼。
希特勒上台后，柏林警察突袭了该总部，3月1日大楼升起了纳粹十字标记并更名为霍斯特韦塞尔大楼，后成为地区警察局和拘留所，在此地许多犹太人和政治反对派受到酷刑。1935年，普鲁士自由邦的财务部门搬进该大楼。
第二次世界大战中受到严重破坏，于1948年进行了维修，并恢复了“卡尔·李卜克内西大楼”的名称。 1950年后，成为东德马克思列宁主义学院的所在地。
该建筑物于1990年5月成为东德前执政党德国统一社会党的继承党民主社会主义党的总部。2007年6月，该建筑物继续充当新党左翼党的总部。卡尔·李卜克内西大楼是德国受保护的国家地标。